# Cosmid
Cosmid là những vecto nhân tạo được ghép nối từ một plasmid với các trình tự cos của phage λ. Gen cos giúp cho DNA của phage λ từ dạng thẳng nối đầu lại thành vòng tròn. Cosmid có khả năng chứa đoạn gen lạ dài đến 45 kb hiện được dùng để lập thư viện gen ở ruồi giấm, chuột, người...